# Hong Kong Open 1998 - Qualificazioni doppio
Le qualificazioni del doppio  dell'Hong Kong Open 1998 sono state un torneo di tennis preliminare per accedere alla fase finale della manifestazione. I vincitori dell'ultimo turno sono entrati di diritto nel tabellone principale. In caso di ritiro di uno o più giocatori aventi diritto a questi sono subentrati i lucky loser, ossia i giocatori che hanno perso nell'ultimo turno ma che avevano una classifica più alta rispetto agli altri partecipanti che avevano comunque perso nel turno finale.
Le qualificazioni del doppio del torneo Hong Kong Open 1998 prevedevano 4 coppie partecipanti di cui una è entrata nel tabellone principale.

## Teste di serie
1. Oscar Burrieza-Lopez /  Michael Joyce (ultimo turno)

1. Ben Ellwood /  Kalle Flygt (Qualificati)

## Qualificati
1. Ben Ellwood  /   Kalle Flygt

## Tabellone

### Legenda
| - Q = Qualificato - WC = Wild card - LL = Lucky loser | - ALT = Alternate - SE = Special Exempt - PR = Protected Ranking | - w/o = Walkover - r = Ritirato - d = Squalificato |

|  | Primo turno | Primo turno                        | Primo turno                        | Primo turno | Primo turno |  |  | Ultimo turno | Ultimo turno                       | Ultimo turno                       | Ultimo turno | Ultimo turno |  |
|  |             |                                    |                                    |             |             |  |  |              |                                    |                                    |              |              |  |
|  | 1           | Oscar Burrieza-Lopez Michael Joyce | Oscar Burrieza-Lopez Michael Joyce | 7           | 6           |  |  |              |                                    |                                    |              |              |  |
|  |             | Arnaud Boetsch Gianluca Pozzi      | Arnaud Boetsch Gianluca Pozzi      | 6           | 2           |  |  | 1            | Oscar Burrieza-Lopez Michael Joyce | Oscar Burrieza-Lopez Michael Joyce | 1            | 4            |  |
|  | 2           | Ben Ellwood Kalle Flygt            | Ben Ellwood Kalle Flygt            | 6           | 6           |  |  | 2            | Ben Ellwood Kalle Flygt            | Ben Ellwood Kalle Flygt            | 6            | 6            |  |
|  |             | Wai-Lee Kwok Don Yu                | Wai-Lee Kwok Don Yu                | 0           | 0           |  |  |              |                                    |                                    |              |              |  |